# Měsíc hrdosti
Měsíc hrdosti LGBT+ je období kalendářního roku, obvykle červen, věnované oslavám a připomínce hrdosti leseb, gayů, bisexuálních a transgender osob (LGBT+). Měsíc hrdosti vznikl po tzv. Stonewallských nepokojích, sérii protestů za osvobození gayů v roce 1969. Postupně se stal měsíc hrdosti jak poctou hnutí za práva LGBT+, tak oslavou kultury a identity LGBT+ osob.

## Dějiny

### Počátky
Koncept měsíce hrdosti začal Stonewallskými nepokoji, sérií protestů za gay osvobození, které se odehrávaly od 28. června 1969. Nepokoje začaly po policejní razii v Stonewall Inn, gay baru v Greenwich Village na Dolním Manhattanu v New Yorku. Zásluhy za začátek nepokojů jsou připisovány aktivistkám Marshe P. Johnsonové, Sylvii Riverové a Stormé DeLarverieové, ačkoli Johnsonová svoje zapojení zpochybňovala.

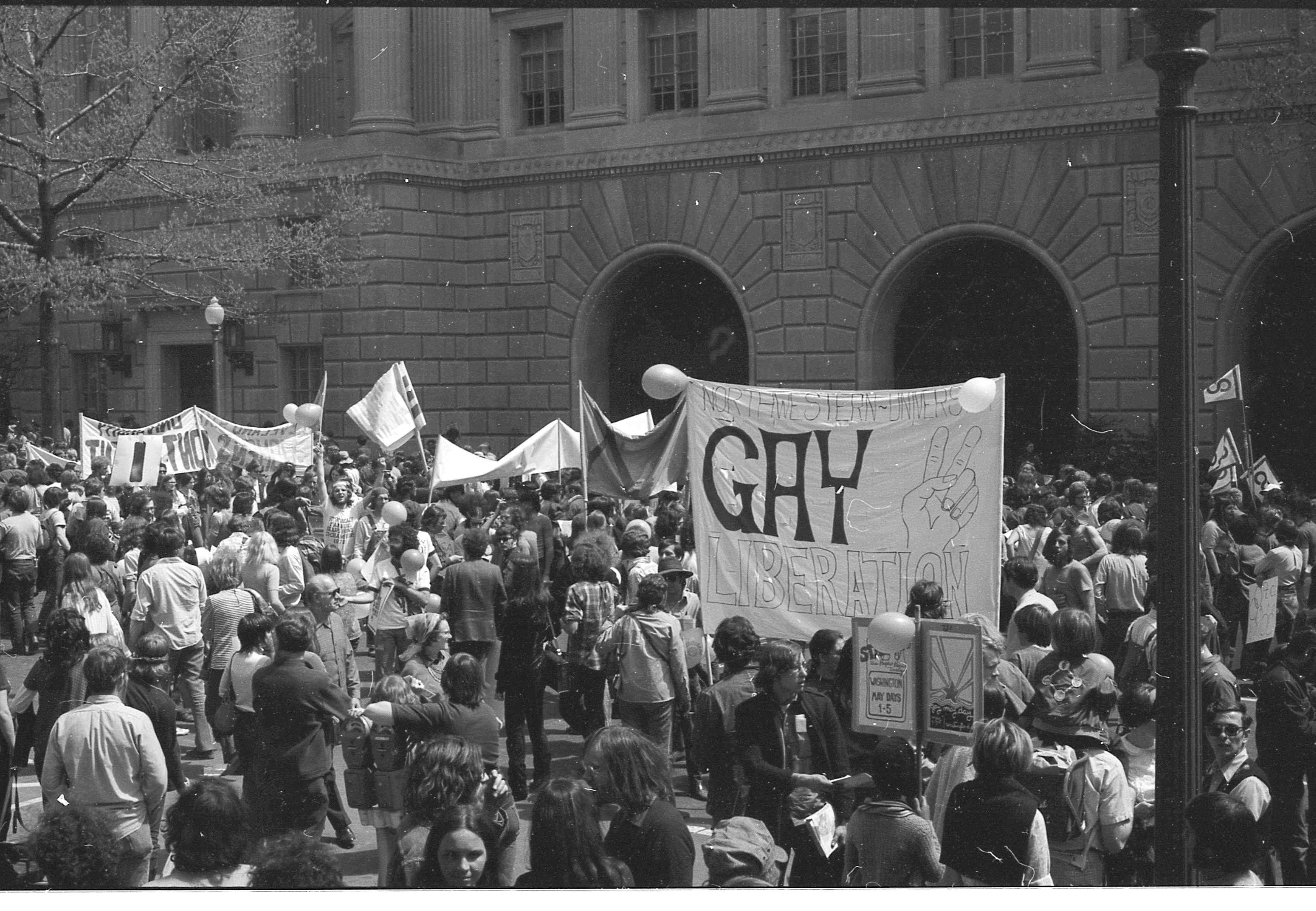
Protest za gay osvobození ze 70. let

Rok po nepokojích se v několika amerických městech konaly první pochody hrdosti. Pochod v New Yorku, zaměřený na oslavu „Dne osvobození Christopher Street“, spolu s paralelními pochody napříč USA je považován za zlomový okamžik pro práva LGBT+ komunit. Fred Sargeant, organizátor několika z prvních pochodů, řekl, že cílem bylo připomenout Stonewallské nepokoje a dále prosazovat gay osvobození. Poznamenal, že ačkoli první pochody byly spíše protestem než oslavou, pomohly lidem připomenout existenci LGBT+ komunit a to, že mohou zahrnovat něčí rodinu a přátele. Bylo však zjištěno, že transgender ženy a lidé s jinou barvou pleti byli během prvních pochodů vyloučeni nebo umlčováni, přestože se počátečních nepokojů z velké části účastnili právě oni.

### Šíření a oslava
Po Stonewallských nepokojích a prvních pochodech hrdosti se množství LGBT+ skupin rychle zvýšilo a během několika let se po Spojených státech amerických rozšířilo hnutí hrdosti. Od roku 2020 se většina oslav hrdosti ve velkých městech po celém světě koná v červnu. Některá města se rozhodla pro jiné měsíce, obvykle kvůli nehostinnému červnovému počasí, například Palm Springs Pride (listopad), Auckland Pride (únor) nebo Vancouver Pride (srpen).

## Uznání
V červnu 1999 vyhlásil americký prezident Bill Clinton „výročí Stonewallských nepokojů každý červen v Americe za měsíc hrdosti gayů a leseb“. V roce 2011 prezident Barack Obama rozšířil oficiálně uznávaný měsíc hrdosti na celou LGBT+ komunitu. V roce 2017 však Donald Trump odmítl pokračovat ve federálním uznání měsíce hrdosti ve Spojených státech, ačkoli uznání znovu zveřejnil v roce 2019 v tweetu, později použitém jako prezidentská proklamace. Po nástupu do úřadu v roce 2021 Joe Biden měsíc hrdosti uznal a slíbil, že bude prosazovat práva LGBT+ ve Spojených státech, přestože dříve hlasoval proti sňatkům osob stejného pohlaví a školní výuce o LGBT+ tématech.

## Podporovatelé LGBT+ komunity v Česku
K podpoře LGBT+ komunity se v Česku veřejně hlásí řada osobností, například (k roku 2022):
- Hynek Čermák
- Erika Stárková
- Jana Plodková
- Aneta Langerová
- Zdeněk Piškula
- Václav Noid Bárta
- Aňa Geislerová
- Petra Janů
- Jan Hřebejk

## České festivaly hrdosti
Prague Pride je festival LGBT+ hrdosti pořádaný v Praze od roku 2011, a to každoročně vždy v polovině srpna, po dobu asi jednoho týdne. Kromě tradičního sobotního průvodu Prahou, který bývá vrcholem celého festivalu, je pravidelně pořádáno množství veřejných diskusí a debat, workshopů, sportovních a kulturních akcí i duchovních setkání.
Festival Prague Pride pořádá stejnojmenná nezisková organizace, která má za cíl zrovnoprávnění práv queer osob (iniciativa Jsme fér), poradenství (Sbarvouven.cz) nebo vzdělávání veřejnosti o queer tématech.
Nejedná se o jediný festival tohoto typu v České republice, podobné akce se pořádají například v Brně (Brno Pride Week, už dříve Queer parade Brno), Ostravě (Ostravský PRAJD), Plzni (Pilsen Pride), Mostě (Most Pride) nebo několika městech Zlínského kraje (Slavex Pride). V minulosti se příležitostně konaly také festivaly nebo jen průvody hrdosti v Karlových Varech (v 90. letech) či Táboře (2009).

## Kritika

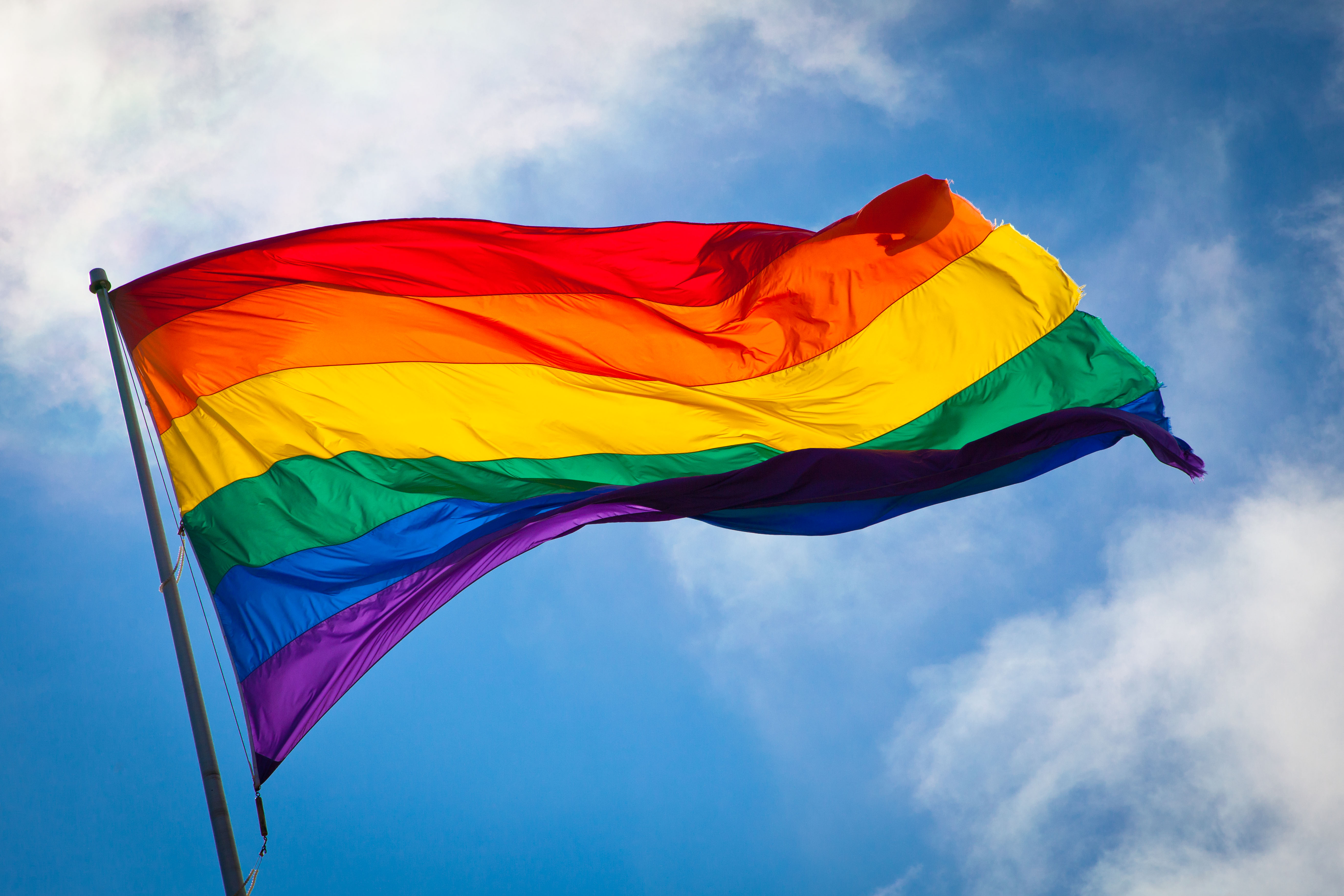
Duhová vlajka se stala symbolem LGBT+ kultury

Ve veřejném prostoru se objevuje kritika zaměřená na to, kolik společností vydává produkty s tematikou měsíce hrdosti. Je to přirovnáváno ke konceptu „slacktivismu“, protože společnosti jsou vnímány tak, že využívají téma práv LGBT+ jako prostředek zisku, aniž by k rozvoji hnutí smysluplně přispěly. Podobné praktiky jsou dále také nazývány jako pinkwashing nebo rainbow-washing. Kritika mířila také na zdánlivě pokryteckou povahu firem, které na svých profilech na sociálních sítích vyvěšují duhovou vlajku hrdosti a zároveň odmítají změnit profilové obrázky v regionech, kde nejsou LGBT+ komunity přijímány širokou veřejností (například v Jemenu, Kataru, Kuvajtu nebo Malajsii).

## Měsíc hněvu
V roce 2018 koloval internetový mem s konceptem „měsíce hněvu“, čímž tento fenomén odstartoval. Název vznikl jako slovní hříčka na motivy pýchy a hněvu, které jsou součástí sedmi smrtelných hříchů křesťanství. Měsíc hněvu se snaží upozorňovat na problémy, se kterými se členové LGBT+ komunity mohou potýkat. Měsíc hněvu se odehrává v červenci po skončení měsíce hrdosti.